# Museo d'arte orientale Edoardo Chiossone
Il Museo d'arte orientale Edoardo Chiossone di Genova, situato all'interno di Villetta Di Negro, è una delle più importanti collezioni di arte orientale in Europa e la più importante in Italia. Esso conserva l'intera collezione del pittore ed incisore Edoardo Chiossone, nativo di Arenzano (in provincia di Genova) ma che, dopo la gioventù trascorsa a Firenze, passò buona parte della sua vita in Giappone, dirigendo l'Officina imperiale di carte e valori di Tokyo.

## Storia

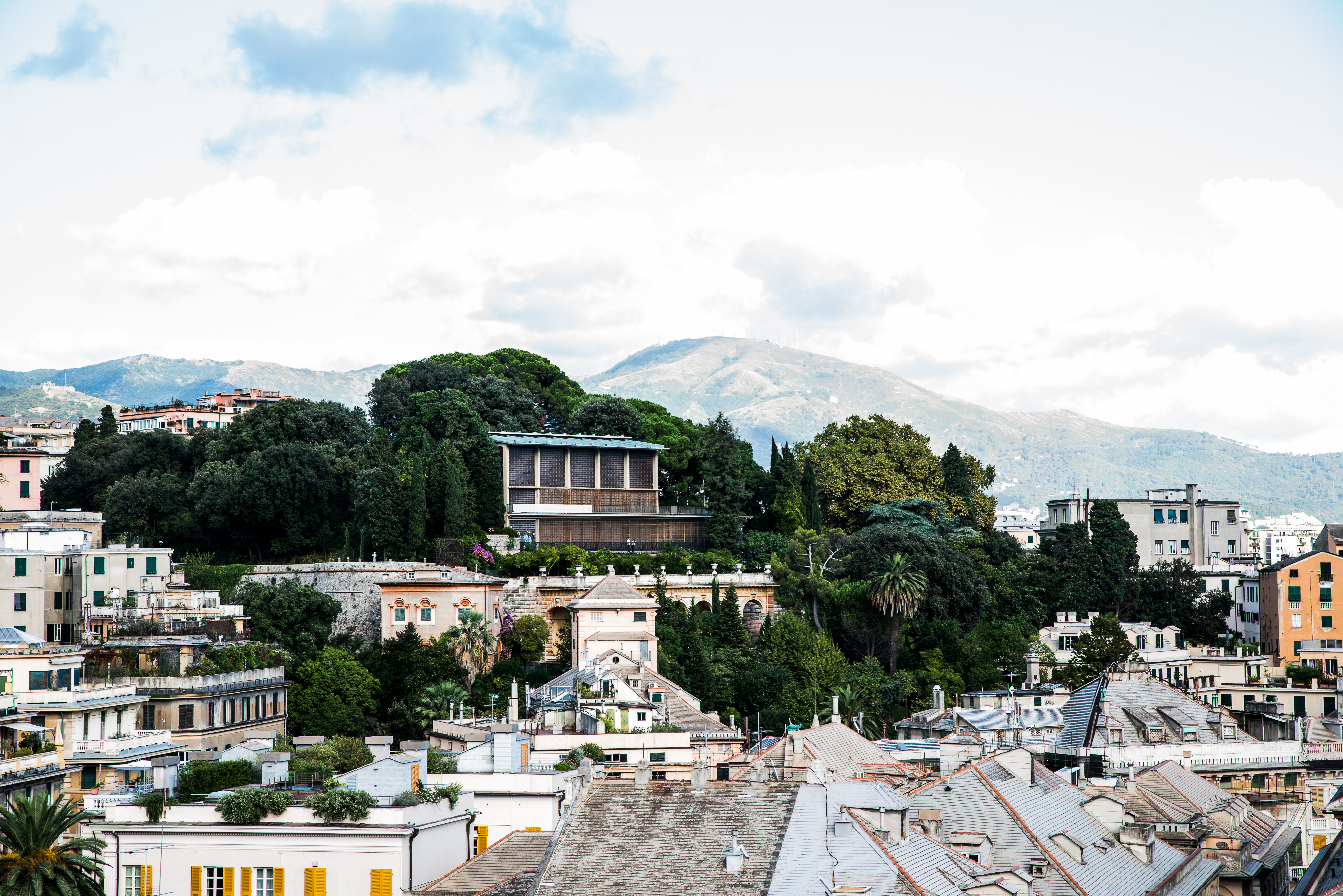
L'attuale sede del museo nel suo contesto urbano

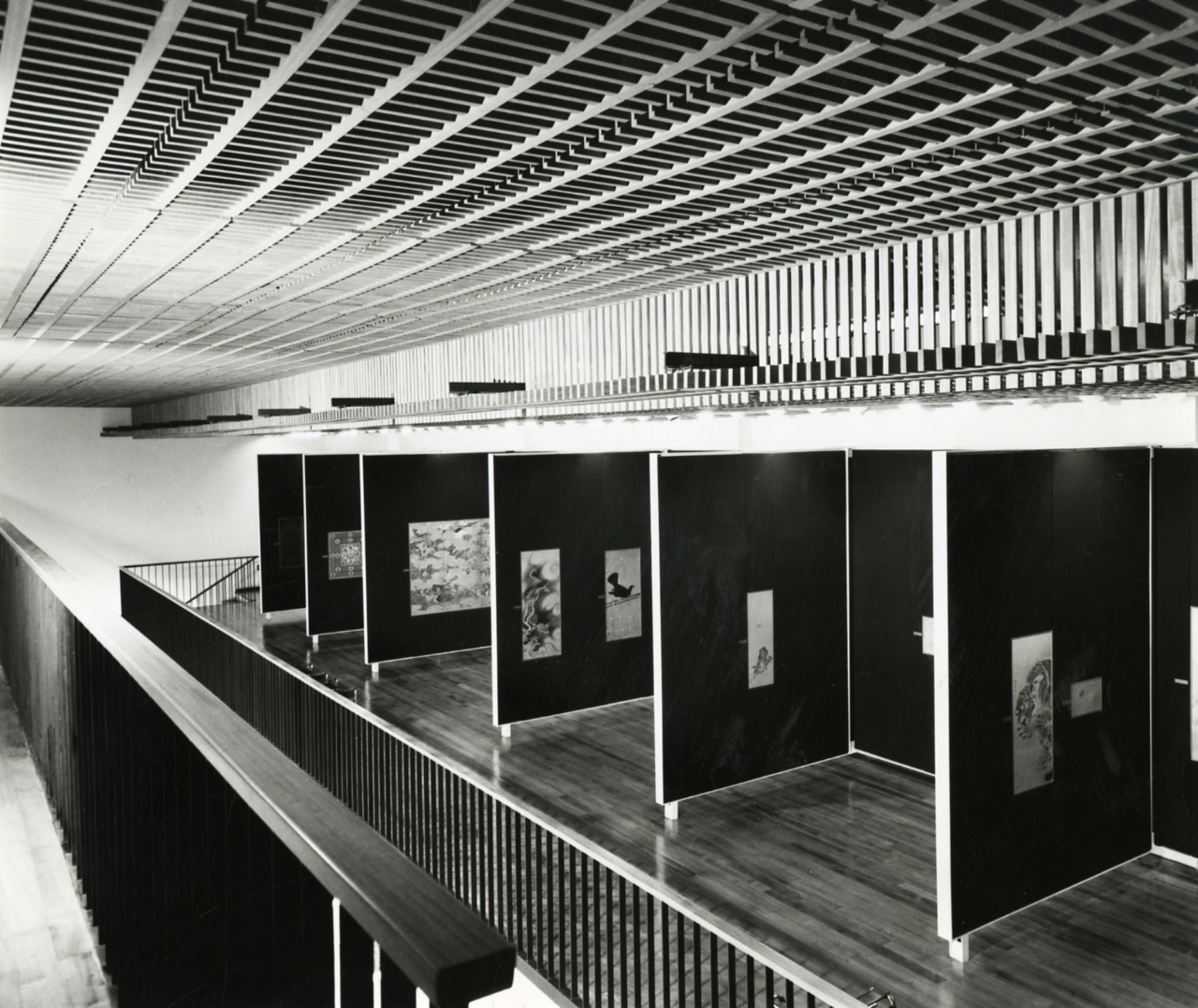
L'interno del Museo d'Arte Orientale fotografato nel 1967 da Paolo Monti.

In tarda età Chiossone divenne - grazie alla sua preparazione e competenza, ed alla stima personale che riscuoteva presso l'élite politica e culturale nipponica - un appassionato raccoglitore e conoscitore d'arte giapponese.
Poté così formare un'importante collezione di circa quindicimila pezzi (poi donata al Comune di Genova), facilitato dall'abbandono in quell'epoca del sistema feudale giapponese, trasformazione che portò al dissesto finanziario di molte famiglie aristocratiche, che misero in vendita oggetti gelosamente custoditi da secoli, di cui Chiossone fece incetta.
La sua raccolta comprese numerose armi e armature, ma anche bronzistica cinese e giapponese, smalti, ceramiche, tessuti, lacche e maschere teatrali.
L'incisore lasciò nel suo testamento le collezioni alla città di Genova, dove giunsero, in un centinaio di casse, nel 1899.
I bellissimi reperti furono esposti dapprima nel Palazzo dell'Accademia in Piazza De Ferrari, e dopo vari traslochi, trovarono posto definitivo nell'attuale sede nella Villetta Dinegro, in un edificio costruito appositamente, su progetto iniziale di Mario Labò, progetto esecutivo di Giorgio Olcese e allestimento di Luciano Grossi Bianchi.
Il Museo riaprì i battenti il 7 maggio 1971, con un patrimonio incrementato dall'acquisto del Comune di grandi sculture specie della Cina e del Siam.

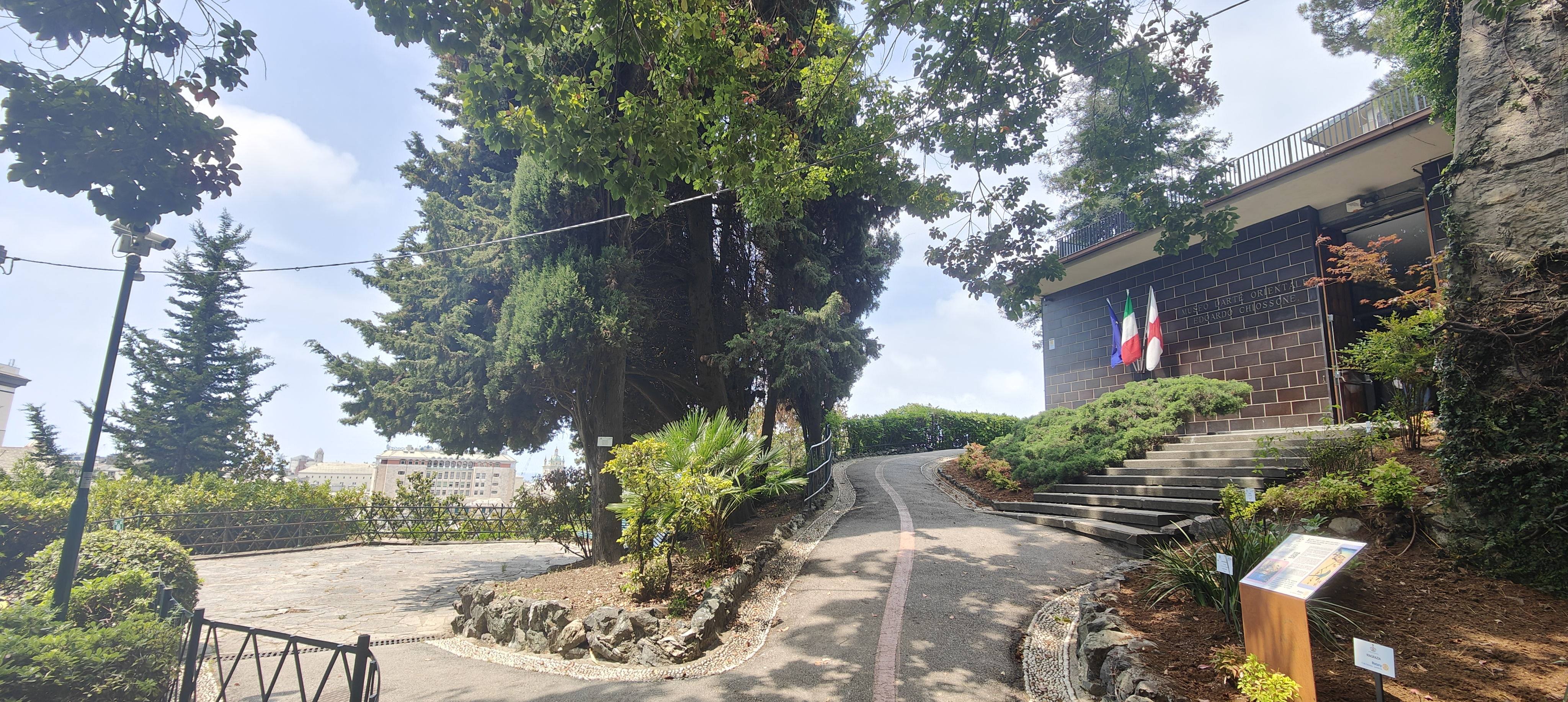
La splendida postazione del museo, in zona Villetta Di Negro fra parco, belvedere, cascata e con piante orientali verso l'ingresso

Nel giro di pochi anni acquisì notorietà mondiale: « il Giappone, nel 1989, chiese in prestito molte opere per una mostra a Tokyo, preludio di quella itinerante nell'anno successivo (quattro mesi: da Tokyo a Kyoto, a Osaka, a Yokohama). Ancora trasferimenti di stampe e dipinti a Londra, per l'esposizione di An Italian in Japan, nell'autunno del 1991 ».

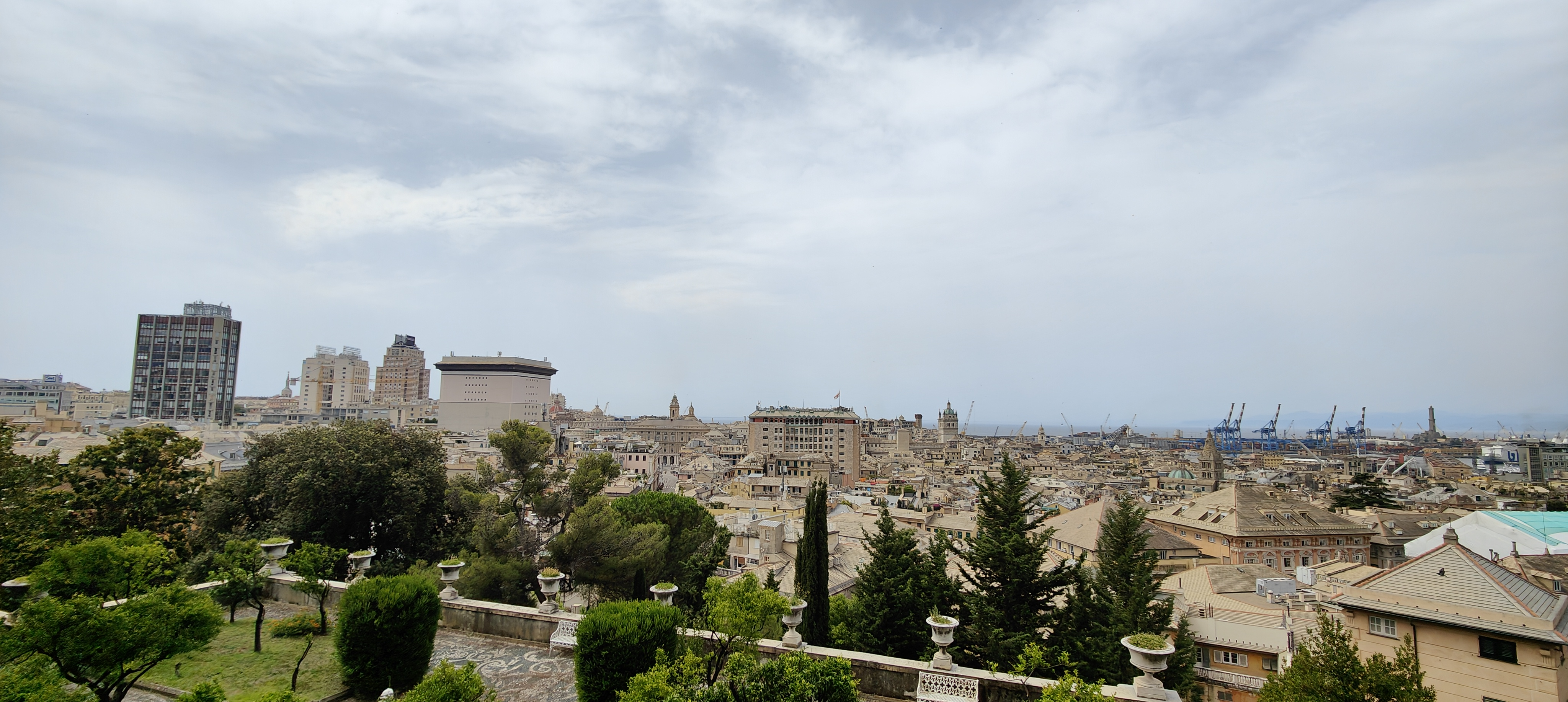
Vista panoramica dal terrazzo del Museo con il giardino sottostante. A destra l'area portuale, verso sinistra il Carlo Felice e la Torre Piacentini

Chiuso dal settembre 2021 per lavori di ristrutturazione, adeguamenti dell'impianto elettrico e di accessibilità, è stato riaperto a fine giugno 2023. È stata anche ristrutturata la terrazza con panorama su Genova.

## Collezioni

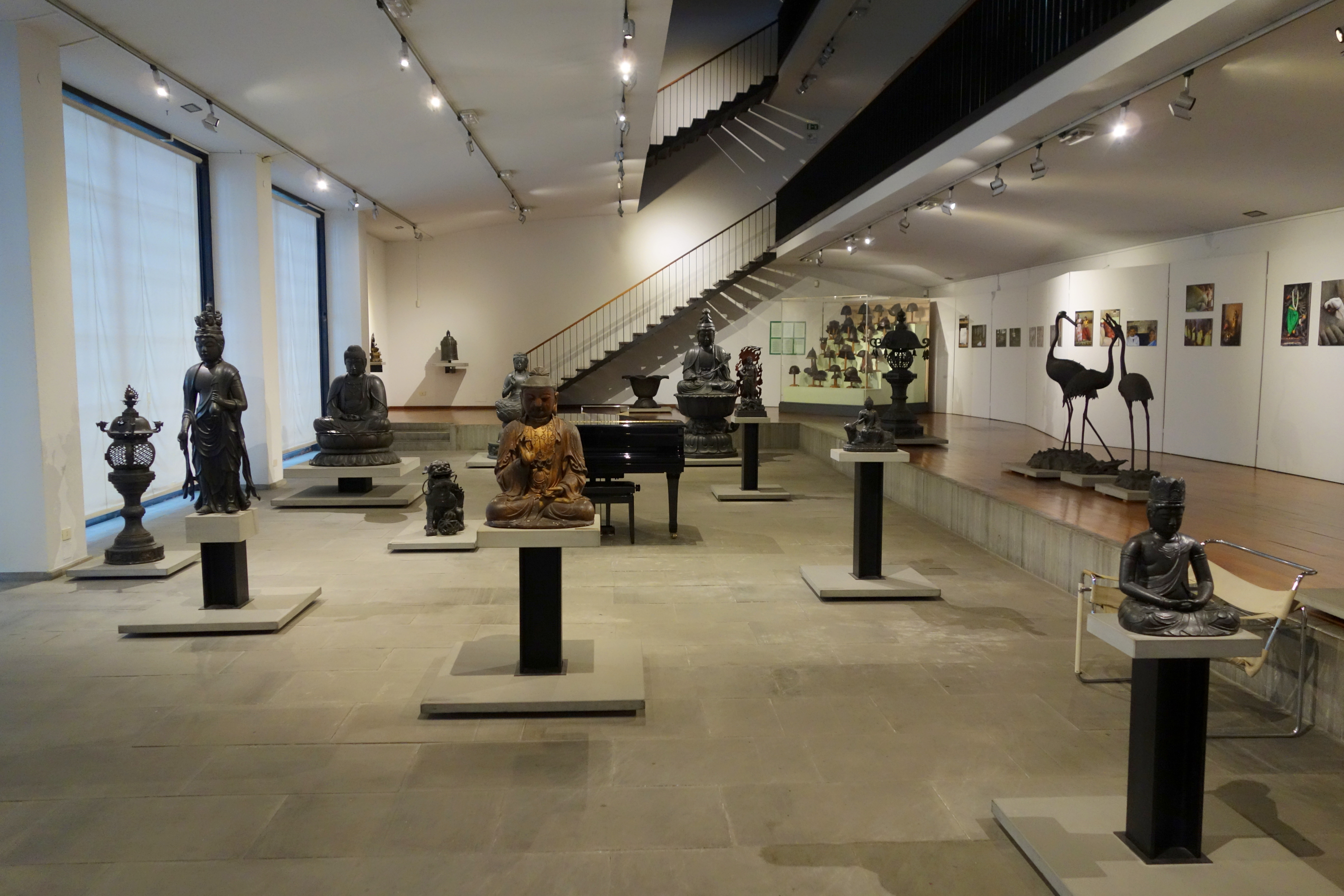
L'atrio del museo

L’attuale percorso dell’esposizione permanente inizia nel grande salone al piano terra del museo, per proseguire con la Galleria 1 (vetrine 1-9), 2 (vetrine 10-17) e 5 (vetrine 18-23). Lungo questo percorso il visitatore ha modo di conoscere tutti i principali fenomeni della cultura artistica, figurativa e decorativa giapponese nel corso della storia con esemplari di arte Buddhista, archeologia pre- e proto-scientifica, armi ed armature collegate con il secolare governo militare, sviluppo e variazioni delle arti applicate e decorative. 
Nelle Gallerie 3 e 4 vengono invece allestite mostre tematiche ed allestimenti temporanei per consentire la rotazione delle opere della collezione normalmente conservate nei depositi.  In occasione di queste mostre vengono esposte opere  quali dipinti, stampe xilografiche e tessuti, che per loro natura non possono essere esposti in modo permanente.

### Arte Buddhista
(Salone; Galleria 1 vetrine 3-7; Galleria 2 vetrine 10-11) 

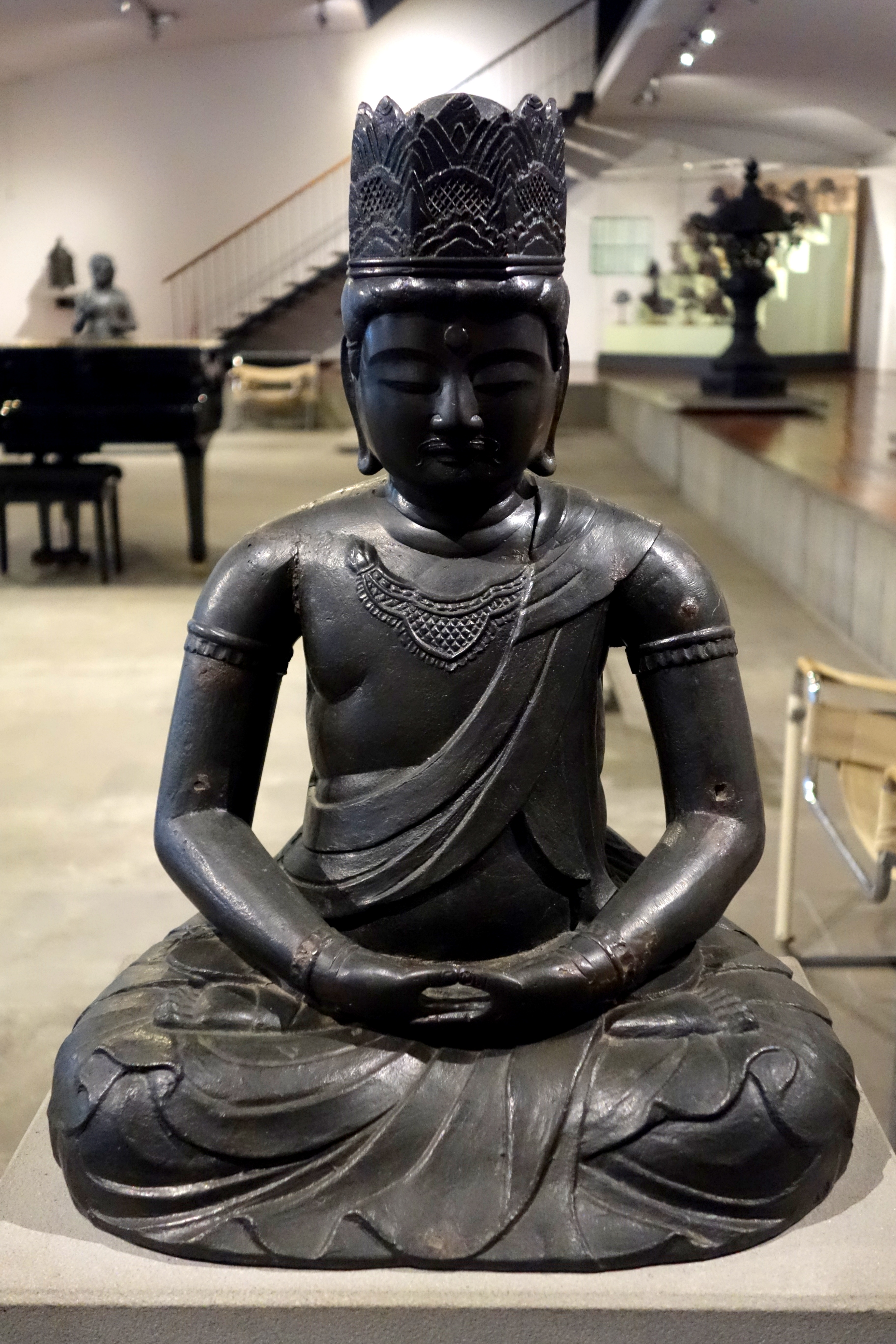
Scultura giapponese

La collezione di arte buddhista del Museo Chiossone è di eccezionale interesse storico ed artistico. È costituita da piccola statuaria in bronzo proveniente dall’VIII al XVIII secolo, sculture bronzee monumentali risalenti al periodo Edo (1603-1868), sculture di modesta dimensione in legno laccato, oggetti liturgici e devozionali, strumenti rituali del Buddhismo esoterico, statue cinesi dal XIV al XVIII secolo e una serie di dipinti Buddhisti (butsuga) presentati nelle esposizioni temporanee.
Le figure rappresentate dalla statuaria presente nell’esposizione permanente si possono riassumere come segue: Nyōrai (Tathāgata), i Buddha che hanno raggiunto l’illuminazione, tra cui il Buddha storico Shaka Nyōrai (Śākyamuni) ed i Buddha trascendentali venerati dalle numerose sette Buddhiste, distinguibili tra loro in base a mudrā (gesti delle mani), pose, sedute e troni; Bosatsu (Bodhisattva), entità perfette che hanno raggiunto l’illuminazione ma posticipato la loro entrata nel nirvana fino a che tutti gli esseri viventi non avranno raggiunto la salvezza, solitamente rappresentati con un aspetto principesco, adorni di gioielli e con i capelli raccolti in un’acconciatura alta sopra la testa; Myō-ō (Vidyārāja), i cinque re guardiani protettori del Buddhismo Shingon, dall’aspetto muscoloso e dinamico, vengono rappresentati con una moltitudine di arti e teste, armati, con un’espressione selvaggia e circondati da un’aura fiammeggiante; Shitennō (Lokapāla), i “re guardiani dei quattro punti cardinali” o “Quattro Re Celesti”, protettori del cosmo dal male, sono spesso ritratti in armatura mentre calpestano un demone, con espressione irosa e in pose molto dinamiche; Ten (Deva), divinità Induiste assimilate nel pantheon Buddhista in qualità di divinità guardiane.
Per quanto riguarda gli oggetti liturgici e rituali, la collezione Chiossone può annoverare una gamma che spazia dalle più comuni decorazioni per altare, quali brucia incensi, candelabri e vasi da fiori, agli astucci metallici per contenere i sutra, campane bronzee, gong di vario tipo, lampade e lanterne. Nella vetrina 5 è esposto un corredo di articoli rituali utilizzati dai seguaci dello Shugendō, una setta sincretica incentrata sulle pratiche eremitiche tra le montagne, che include i Mikkyō-hōgu, strumenti liturgici impiegati nei templi del Buddhismo Esoterico Mikkyō: campanella (kenchi), "fulmine-diamante" (katsuma, vajra), "ruota della legge" (rinbō, cakra), incensiere (kasha), serie di sei ciotole (rokki) e vaso da fiori (kebyō).

### Preistoria e protostoria
(Galleria 1, vetrine 1-2)
Nella vetrina 1 sono esposti oggetti in pietra lavorata risalenti al Paleolitico e Neolitico, tra cui anche delle asce, e importanti ritrovamenti archeologici dei periodi Yayoi e Kofun. Tra questi, la Punta di lancia rituale in bronzo Yayoi (dōhoko) è un reperto proveniente da Kurume (Fukuoka), mentre la Campana rituale in bronzo con disegni di spirali d’acqua, il cui sito d’origine è sconosciuto, appartiene ad una rara tipologia della regione di Yamato.
Alcuni pezzi provenienti da corredi funerari principeschi del Periodo Kofun, come la Bardatura equestre a forma di anello a tre sonagli, i Quindici gioielli a forma di virgola (magatama) in pietre semipreziose e la Collana di gioielli tubolari in diaspro verde mostrano evidentissime affinità con oggetti rinvenuti nel 1873 a Eta Funayama, nella famosa sepoltura a tumulo (kofun) di Waka Takeru, dell’Imperatore Yūryaku (secoli V-VI d.C.).
Di particolare importanza è poi un pezzo appartenente alla selezione di specchi della collezione Chiossone, esposto nella vetrina 2: lo Specchio a semicerchi e quadrati con quattro animali, dieci divinità buddhiste e quattro bugnette, che presenta un raro accostamento di simboli taoisti e buddhisti. Databile tra il V e il VI secolo, fu donato a Edoardo Chiossone nel 1881 da Saisho Atsushi, Prefetto di Ōsaka, come simbolo di rispetto e amicizia e un esemplare identico, scavato presso il tempio Kongōrin-ji di Ōsaka, è custodito nel Museo Nazionale di Kyōto e figura nella lista nazionale giapponese degli Importanti Beni Culturali (jūyō bunkazai).

### Armature, armamenti, spade, equipaggiamento equestre e militare dell’aristocrazia guerriera
(Galleria 1, vetrine 8-9; galleria 5, vetrine 18-23)
Nella collezione Chiossone sono presenti spade, armi, selle, (Galleria 1, vetrina 9), elmi e maschere da guerra (Galleria 1, vetrina 8) corazze e armature (Galleria 5).
Nella vetrina 9 sono esposti vari esemplari di spada giapponese: la jōkotō, prima tipologia di spada dell’epoca arcaica, lunga, diritta e ad un solo taglio (hira zukuri), ritrovamento proveniente dalle tombe a tumulo del Periodo Kofun (ca. 300-710); la spada lunga (tachi) leggermente curvata ed accompagnate da una spada corta (kodachi) o pugnale (tantō), in uso dall'XI al XV secolo; la katana, più corta rispetto alla tachi e accompagnata da una lama corta detta wakizashi.

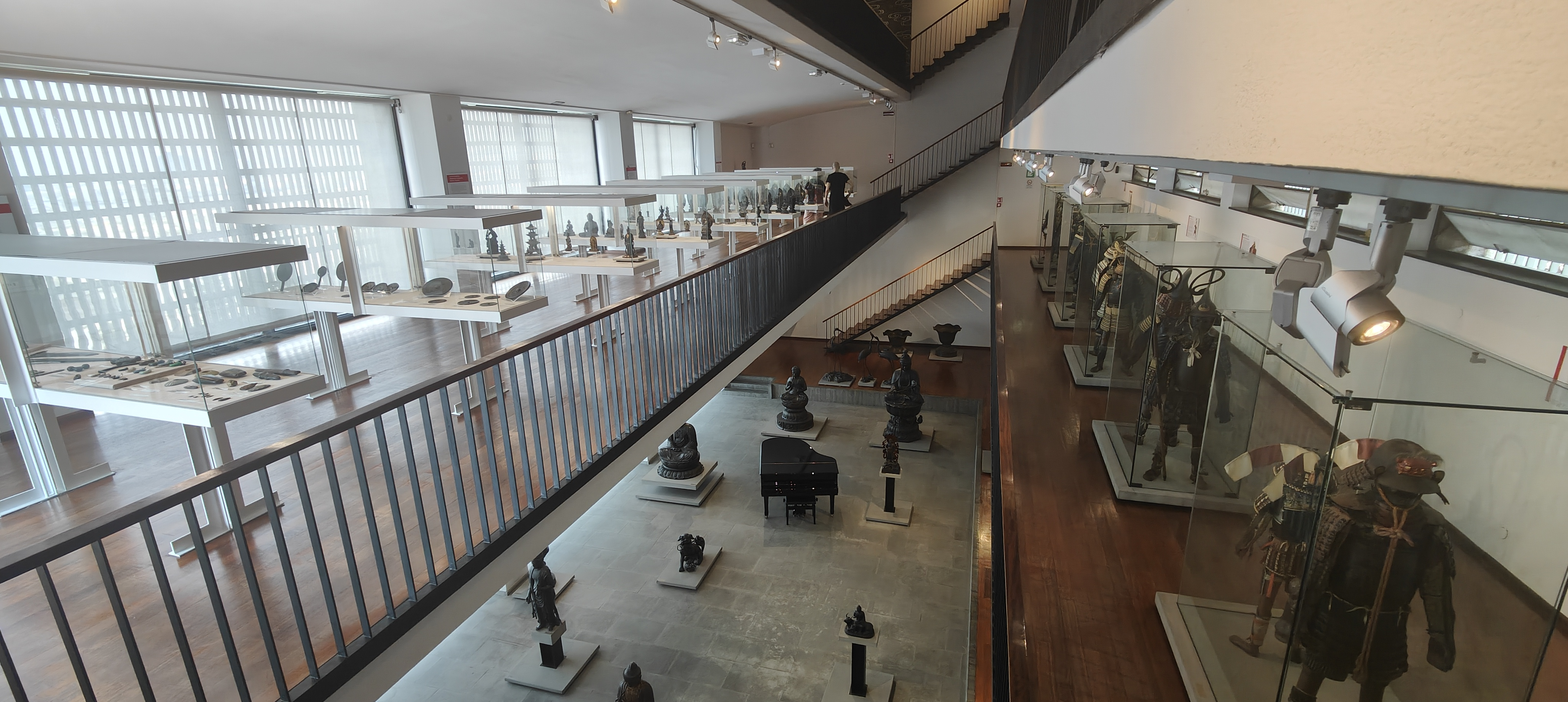
Vetrine piano armature (a destra), equipaggiamenti del Samurai con virtuosistiche tecniche operative risalenti al periodo Edo e del governo Meiji

La galleria 5 è completamente dedicata all’armatura giapponese: le dodici armature esposte ne rappresentano le principali tipologie dal XVI al XIX secolo. Complete, fornite di armi, elmi e maschere da guerra, sono montate su manichini di legno articolabili fabbricati appositamente.

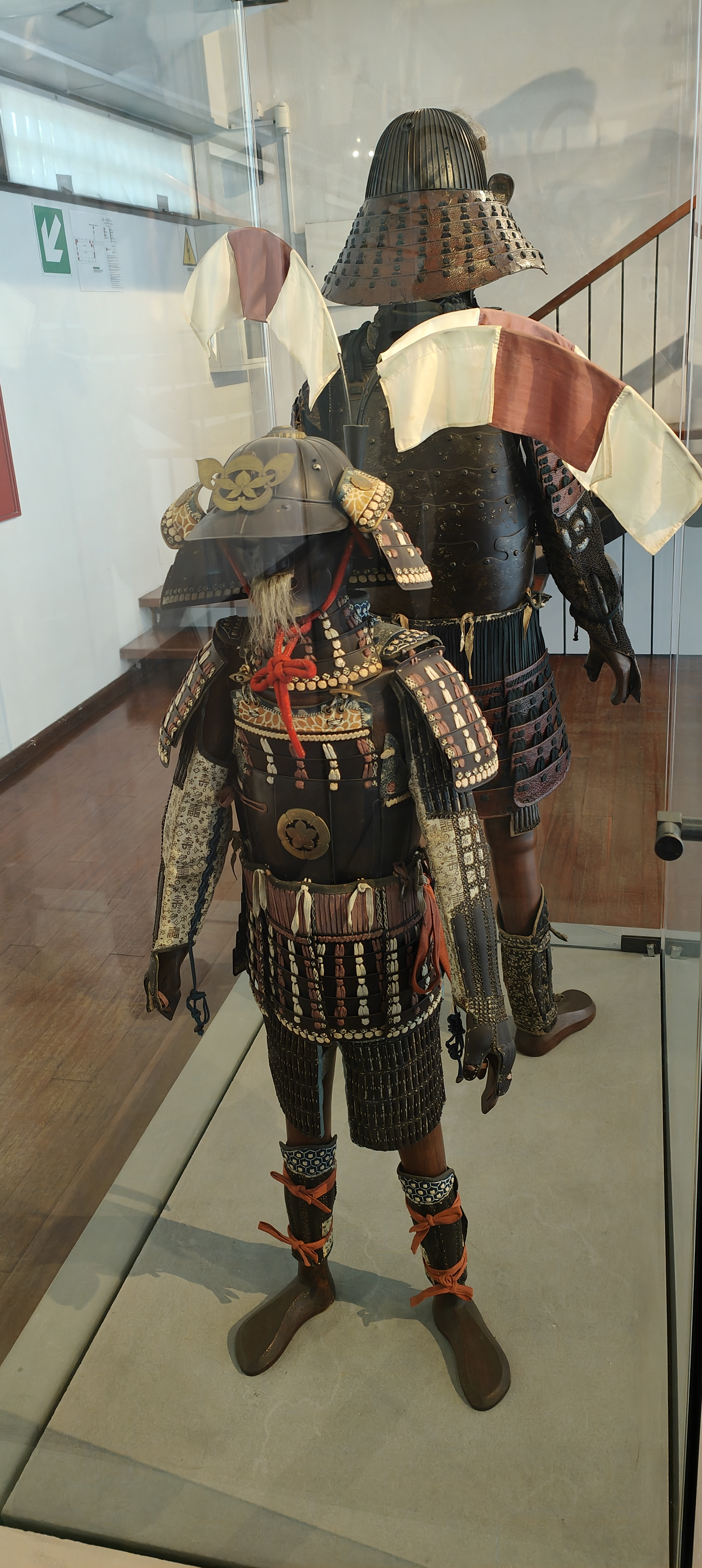
L'armatura di fanciullo (1860) con mostra anche del Kabutu, l'elmo giapponese

Nelle vetrine 8 e 9 sono collocati due elmi, una maschera (somenpo) raffigurante il volto di un karasutengu (creatura fantastica giapponese dall’aspetto di uomo-uccello) e un ventaglio da guerra, foderi per spada, selle e staffe in legno laccato e metallo, un morsetto per cavalli e tre spade.

### Arti applicate
(Galleria 2, vetrine 12-17)
Le vetrine espositive dalla 12 alla 17 sono dedicate alle arti applicate e vi sono esposte maschere di teatro nō e bugaku (vetrine 12-13), smalti cinesi e giapponesi (vetrina 14), porcellane giapponesi da Arita, Hirado, Kutani, Satsuma e Seto (vetrina 15), lacche cinesi e giapponesi (vetrina 16) e netsuke e sagemono (vetrina 17). 
Le maschere teatrali giapponesi sono frutto dell’arte e del talento di scultori specializzati: piuttosto piccole e modellate in modo da ottenere svariati effetti espressivi sfruttando il gioco di luci e ombre, sono tratte da un unico pezzo di legno, solitamente di cipresso, dipinto con lacche e pitture policrome. Possiamo dividere le maschere dei drammi nō (nōmen) presenti nella collezione Chiossone in alcune categorie principali: Okina, tipo d’uomo anziano e venerabile; Kishin, orco oni o demone; Jō, divinità in aspetto di vecchio; Onna, donna; Otoko, uomo e Onryo, fantasma o spirito. Le maschere del kyōgen, farsa basata su dialoghi satirici o amorosi, a differenza delle nōmen presentano tratti ambigui e grotteschi (vetrina 12). Nella vetrina 13 troviamo la maschera di Ran Ryō-ō, tipico soggetto del bugaku, sintesi di musica e danze d’origine cinese.
Nella vetrina 14 sono esposti smalti cloisonné cinesi tipici del periodo Ming (1368-1644) e Qing (1644-1912). In Giappone la manifattura degli smalti si sviluppò più tardi e durante il periodo Edo veniva eseguita soltanto su oggetti di piccole dimensioni, come elementi della spada (vetrina 9) o complementi ornamentali di architettura e arredamento, come il servizio rituale per l’altare domestico (mitsu-gusoku), esposto nella vetrina 14.
Nella vetrina 15 è visibile una collezione di ceramiche e porcellane giapponesi della più pregiata fattura, da Arita, Hirado, Kutani, Satsuma e Seto.
Proseguendo alla vetrina 16 il visitatore può trovare una varietà di lacche cinesi e giapponesi. Tecnica tipicamente cinese è la lacca intagliata (tihong), come lo stipetto in lacca rossa decorato con motivi a “pomolo di spada” (jianhuan), mentre la lacca d’oro makie, letteralmente "pittura cosparsa", è la tecnica giapponese per antonomasia: ne è un esempio la scatola da scrittoio (suzuribako) con pino solitario su una roccia nel mare in tempesta.
La lacca (urushi) era utilizzata anche per realizzare i complementi dell'abbigliamento maschile che troviamo nella vetrina 17, detti sagemono. I sagemono, lett. “oggetti da appendere”, erano legati al vestiario e alla moda del periodo Edo (1603-1868) e in particolare all'uso del kimono maschile. In assenza delle tasche, per portare sempre con sé piccoli oggetti e materiali di consumo, venivano custoditi in piccoli contenitori e appesi alla cintura obi. Si trattava di astucci portapillole (inrō) e portapipa (kiseruzutsu), borsette o scatolette da tabacco (tabako-ire), piccoli calamai portatili (yatate), borsellini portamonete (kinchaku) e boccette di profumo (nioibin). L'inrō, il sagemono più importante, è un piccolo astuccio costituito da un corpo ligneo rivestito e decorato in lacca (urushi). Solitamente rettangolare, l'inrō è strutturato in alcuni scomparti sovrapposti, incastrati perfettamente l'uno sull'altro. Gli scomparti devono potersi aprire e chiudere singolarmente, senza essere separati e sono tenuti insieme da un cordoncino di seta (himo). Uno scorsoio (ojime) consente di allentare o stringere il cordoncino secondo necessità, per schiudere o serrare gli scomparti. All'estremità superiore del cordoncino viene legato il netsuke, un ciondolo che assicura l'astuccio alla cintura ed è al contempo elemento ornamentale, realizzato principalmente intagliando avorio o legno. Queste sculture in miniatura, di cui è esposta una ampia selezione nella vetrina 17, possono rappresentare i soggetti più disparati: animali, piccoli oggetti, figure umane, creature del folklore, maschere teatrali, divinità. 

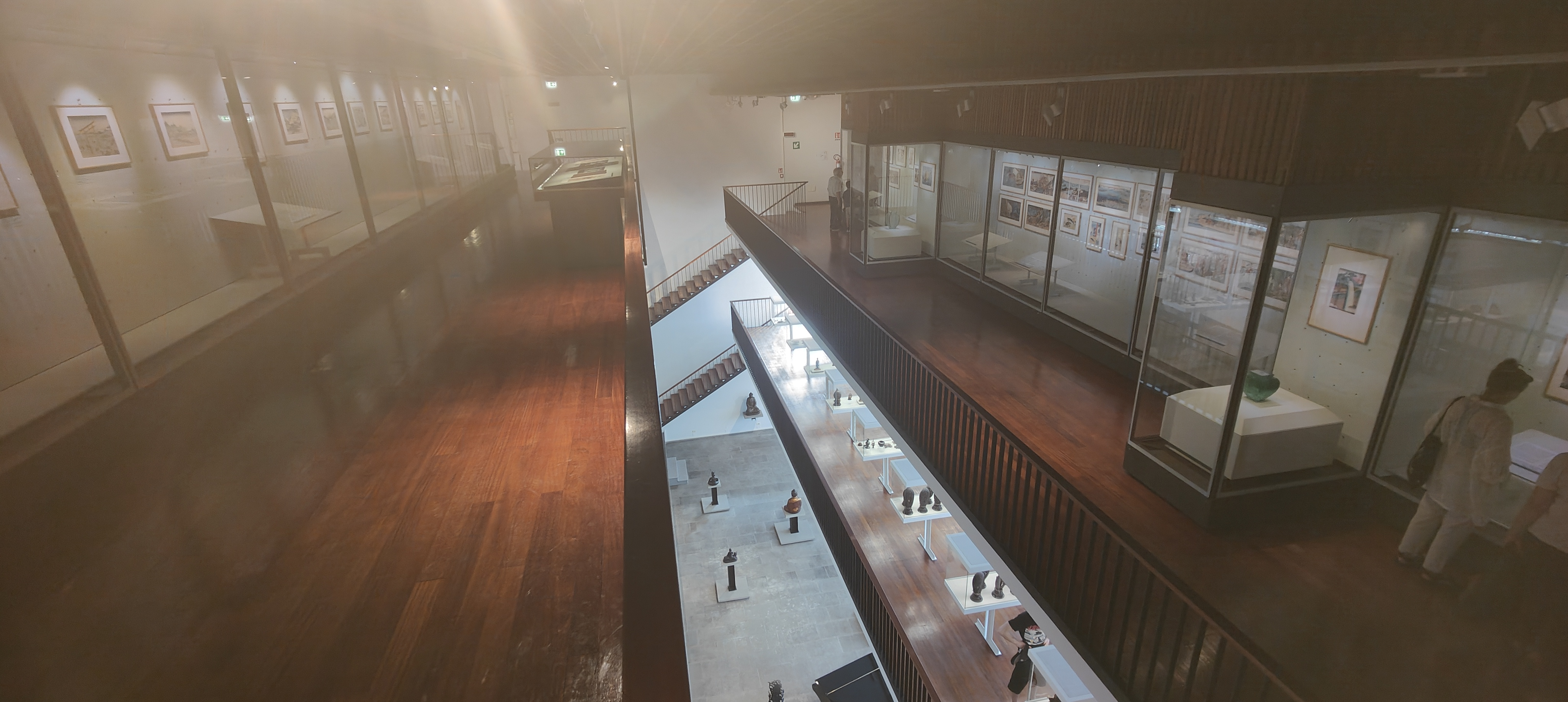
Vista complessiva piani esposizione dall'alto

### Esposizioni temporanee
(Gallerie 3 e 4)
Fino al 1994 adibite all’esposizione permanente di dipinti giapponesi, queste due gallerie sono state rinnovate con nuove attrezzature espositive donate dalla Fondazione Banca Carige nel 2001. Qui possono essere esposte opere quali dipinti su carta e seta e stampe xilografiche policrome e tessili, la cui presentazione al pubblico è necessariamente ridotta a brevi periodi a causa della fragilità ed estrema sensibilità alla luce dei materiali, esposte a rotazione e durante mostre speciali. 
La collezione di dipinti di Edoardo Chiossone include opere delle scuole classiche Kanō e Tosa, ma anche Rinpa, Torii, Maruyama, Shijō e Bunjinga. La sezione più popolare è però quella costituita dalle opere ukiyoe, di cui fanno parte dipinti (nikuhitsu ukiyo-e), libri illustrati (ehon), e stampe policrome con matrice in legno (nishikie hanga). Nella collezione sono presenti dipinti e stampe dei più famosi artisti ukiyoe: Suzuki Harunobu, Isoda Koryūsai, Torii Kiyonaga, Kitagawa Utamaro, Tōshūsai Sharaku, Utagawa Kunisada, Katsushika Hokusai e Utagawa Hiroshige. Dal 23 giugno sino al 24 settembre 2023 è esposta l'opera Vaso d'acqua  di Ōki Izumi in una mostra temporanea dedicata all'Acqua, elemento importante per la cultura del Giappone, terra in cui scorre abbondante grazie alle catene montuose e celebrata in numerose cerimonie e feste.

## Curiosità
Ambientato all'interno del Museo e collegato ai suoi reperti, è il racconto di Amedeo Benedetti Urga, l'Alighieri mongolo.